# Beton armat

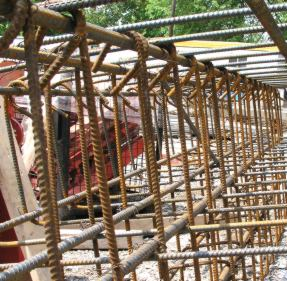
Armături metalice peste care se va turna beton, obținându-se astfel beton armat.

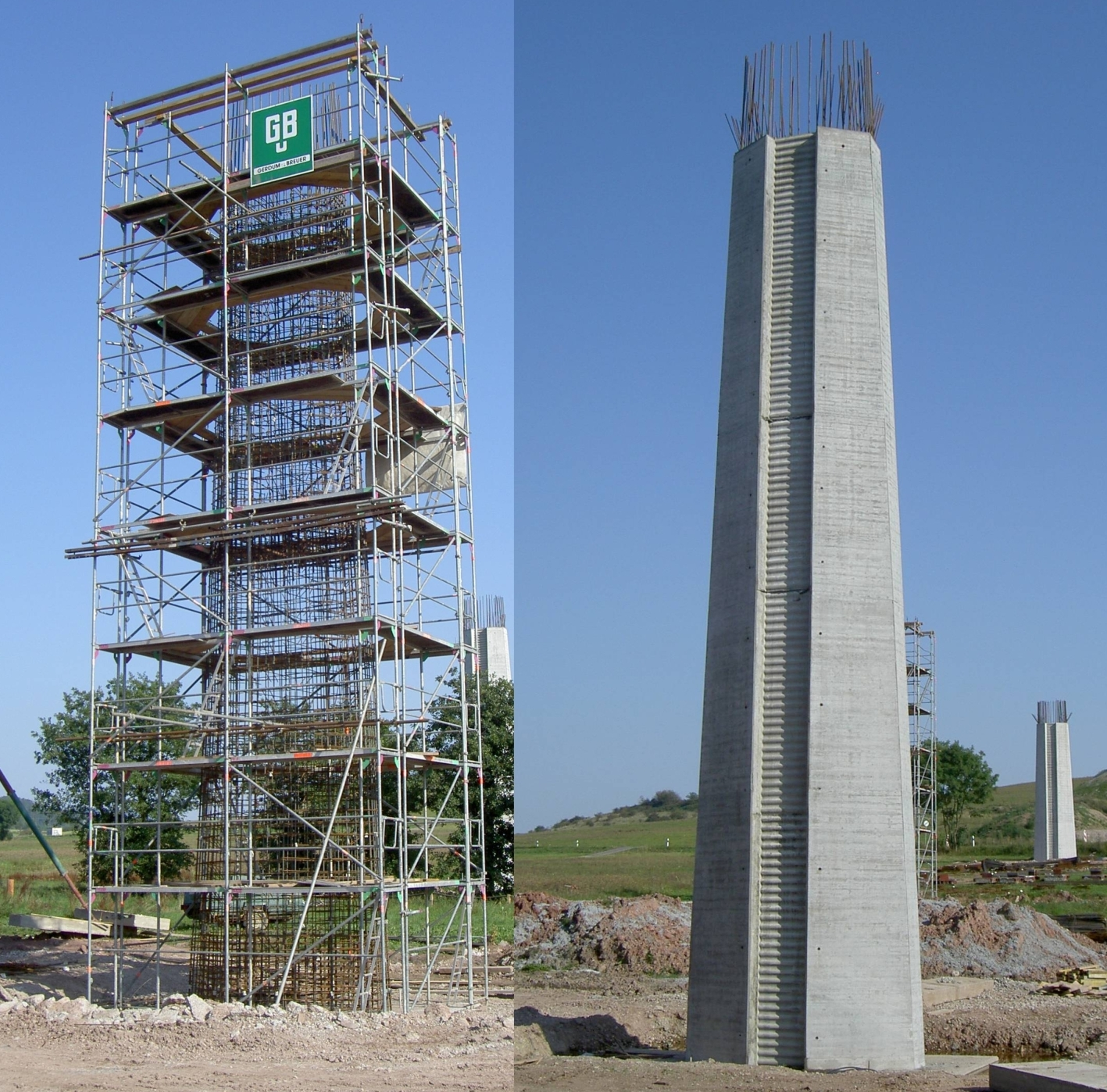
Pilă de pod din beton armat.

Betonul armat este un material compozit format prin turnarea betonului peste o armătură formată din bare și sârme de oțel, uneori și din polimeri, care se transformă prin uscare într-un compus dur și rigid. Se folosește în construcții la elemente de rezistență ca: stâlpi, grinzi, plafoane, fundații, diafragme, traverse de cale ferată, baraje hidrotehnice, etc.
Se interzice utilizarea de apă de mare sau apă salmastră la prepararea betonului, deoarece aceasta corodează armăturile.
În afară de varianta clasică de beton armat cu oțel, se folosesc tot mai des următoarele tipuri de beton armat:

### Beton armat cu fibre
Betonul armat cu fibre conține o întrepătrundere de fibre de mai multe feluri (polipropilenă, metal, fibră de sticlă, fibră de carbon etc.) care creează o plasă armată, ce îmbunătățește soliditatea și rezistența betonului la fisurare.

### Beton armat cu fibre de performanță ultraînaltă
Betonul armat cu fibre de performanță ultraînaltă este un material de construcție inovator. Prin adăugarea fibrelor din metal rezistența sa crește de șase ori comparativ cu betonul standard, crescându-i în același timp durabilitatea.